# Болдуин, Клэр
Клэр Болдуин (англ. Clare Baldwin) — американская журналистка, бо́льшую часть своей карьеры проработавшая в редакции Reuters. Дважды входила в состав призёров групповых Пулитцеровских премий за международный репортаж (2018 и 2019 год).

## Биография
Уроженка Аляски Клэр Болдуин посещала Старшую школу Колони в Палмере, когда приступила к работе в газете Mat-Su Valley Frontiersman. Параллельно она писала для основанного ей школьного литературного журнала . После выпуска из Стэнфордского университета она писала для аляскинского журнала Wired, изданий San Francisco Examiner в Сан-Франциско, Daily News-Miner в Фэрбанксе и Peninsula Clarion в Кенай. В 2009 году Болдуин присоединилась к Reuters и занялась вопросами права, бизнеса и технологий в Сан-Франциско и Нью-Йорке. Также в качестве специального корреспондента она писала о кибер-мошенничестве, протестах в поддержку демократии и методах государственной поддержки населения.
С начала войны президента Филиппин Родриго Дутерте против наркотиков Клэр Болдуин расследовала действия правительства в качестве специального международного корреспондента Reuters. В 2018 году журналистка и её коллеги Эндрю Маршалл, Мануэль Могато выиграли Пулитцеровскую премию за статьи, которые раскрыли масштабы убийств, скрывавшихся за президентской кампанией. Во время работы над материалами Болдуин и Маршалл проанализировали официальные данные, видеозаписи с камер наблюдения и фотографии с мест преступления. На их основе журналисты составили подробный отчёт о методах и основных исполнителях. Работу Болдуин отметил также Клуб зарубежных корреспондентов и Общество издателей Азии.
Позднее журналистка вела репортажи из Мьянмы, где освещала деятельность военных, государственную помощь, протесты в поддержку демократии. В 2019 году Болдуин вошла в команду Reuters, награждённую Пулитцеровской премией за разоблачение военных и гражданских, ответственных за изгнание и убийства мусульман из народа Рохинджа. К моменту награждения журналистку перевели в Бангладеш, где она освещала истории беженцев и деятельность правительства. К 2021 году она писала из Гонконга, параллельно участвуя в профессиональных конференциях, и читая лекции о журналистской карьере.